# Spiritual Garden
《Spiritual Garden》是日本聲優田村由香里的第9張單曲，由科樂美於2005年10月26日發行，並由KING RECORDS負責分銷。商品編號為GBCM-7。

## 概要
- 初回限定版採用Digipak形式的包裝，是首次採用的包裝。
- 在Oricon唱片銷量排行榜的最高排名為第10位（2005年11月第一週[1]），是田村首張進入Oricon10大排行榜的單曲[2]。

## 收錄曲目
1. Spiritual Garden
  - 作詞：，作曲、編曲：太田雅友
  - 動畫「魔法少女奈葉A's」片尾曲
2. Cutie ♥ Cutie
  - 作詞：，作曲、編曲：橋本由香利
  - 田村由香里主持的電台節目開首曲（2005年10月－2006年4月）
3. Traveling with a sheep
  - 作詞：ucio，作曲、編曲：柘植敏道
  - 田村由香里主持的電台節目結尾曲（2005年10月－2006年4月）